# Юлианская капелла
Юлиа́нская капе́лла (итал. Cappella Giulia), официальное полное название — Юлианская музыкальная капелла папской базилики Святого Петра в Ватикане (итал. Cappella musicale Giulia della basilica papale di San Pietro in Vaticano) — хор кафедрального собора Святого Петра в Ватикане. Капелла Названа в честь папы Юлия II. Её основная функция — музыкальное сопровождение небольших по рангу торжественных богослужений в соборе (особо торжественные богослужения обслуживает Папская капелла).
В 1512 году согласно булле папы Юлия II Ватиканская капелла была полностью реорганизована. По результатам этой реорганизации в 1513 году выделилось новое учреждение, со статусом подготовительной школы для Папской капеллы. 
Юлианскую капеллу возглавляли видные итальянские музыканты, среди которых Доменико Феррабоско, Дж. П. да Палестрина, Дж. Анимучча, Вирджилио Мадзокки, О. Беневоли, Д. Скарлатти, Н. А. Цингарелли, П. Раймонди. Органистом капеллы в 1608–1643 годах (с перерывами) был знаменитый Дж. Фрескобальди. В 1980 году Юлианская капелла была распущена (музыкальное сопровождение в соборе Св. Петра временно обеспечивал смешанный хор под управлением испанца П.Колино-Паулиса), в 2008 году официальным указом Ватикана восстановлена — с прежним названием и в прежнем статусе.
Традиционно в хоре Юлианской капеллы пели только мальчики и мужчины; после реорганизации в 2008 г. ватиканская администрация разрешила использовать в хоре женские голоса. В 2015–2024 гг. руководитель Юлианской капеллы – Х. Р. Ортега Трильо, с 2024 года — дирижёр и композитор Темистокл Капоне.
Хор редко выступает как концертный и не занимается коммерческими аудиозаписями.